# Dysponetus paleophorus
Dysponetus paleophorus är en ringmaskart som beskrevs av Hartmann-Schröder 1974. Dysponetus paleophorus ingår i släktet Dysponetus och familjen Chrysopetalidae. Arten har ej påträffats i Sverige. Inga underarter finns listade i Catalogue of Life.